# Маргарета фон Клеве
Вижте пояснителната страница за други личности с името Маргарета фон Клеве.
Маргарета фон Клеве (на немски: Margarete von Kleve, Margaretha von Kleve, Margarethe von Kleve, * ок. 1310, † сл. 1348) e чрез женитба графиня на Графство Марк-Алтена.
Тя е дъщеря на граф Дитрих VII/IX фон Клеве († 7 юли 1347) и първата му съпруга Маргарета фон Гелдерн († 1333), дъщерята на граф Райналд I от Гелдерн († 1326).
Маргарета се омъжва се на 15 март 1332 г. за граф Адолф II фон Марк.
През 1333 г. баща ѝ планува да раздели графство Клеве между дъщерите си, но през 1338 г. тези планове отпадат след протести на брат му Йохан. Накрая графството попада на брат му Йохан фон Клеве.
Нейният съпруг, граф Адолф, умира през 1346 г. преди тъста си, графът на Клеве. Най-големият син, Енгелберт, поема графството Марк. След смъртта на нейния баща, граф Дитрих, на 7 юли 1347 г. Маргарета се опитва да осигури наследството в Клеве за синовете си Енгелберт и Адолф. В началото ѝ помага нейният братовчед, херцог Райналд III от Гелдерн. Маргарета не успява обаче да се наложи над нейния чичо граф Йохан фон Клеве.
Едва след смъртта на през 1368 г. синовете на Маргарета успяват да получат графство Клеве. Граф на Клеве става нейният второроден син Адолф, голяма част от териториите на дясен Рейн попадат на Енгелберт и на третия син Дитрих.

## Деца
Маргарета и Адолф II фон Марк имат седем деца:
- Енгелберт III (* ок. 1330, † 21 декември 1391), от 1346 г. граф на Марк, няма синове

oo 1. 1354 г. за Рихарда фон Юлих († 1360), вдовица на херцог Ото IV от Долна Бавария († 1334), дъщеря на граф Вилхелм I от Юлих
oo 2. 1381 г. за Елизабет фон Спонхайм и Вианден († 1417), дъщеря и наследничка на граф Симон III от Спонхайм и Вианден
- Адолф III (I), (* 1334, † 7 септември 1394), архиепископ на Кьолн (1363 – 1364), граф на Клеве и граф на Марк
- Дитрих I (* 1336, † 25 май 1406), епископ на Лиеж 1389, граф на Марк-Динслакен-Дуизбург (1377 – 1406)
- Еберхард (* 1341, † сл. 1360), свещеник в Мюнстер
- Маргарета († 12 септември 1409), ∞ 1357 граф Йохан I фон Насау-Диленбург (ок. 1339, † 4 септември 1416)
- Мехтхилд († 6 август 1406), ∞ пр. 20 март 1371 г. за Еберхард фон Изенбург-Гренцау († ок. 1399)
- Елизабет († сл. 1369), ∞ Гумпрехт фон Хепендорф, господар на Алпен и Гарздорф († 1381)